# Тилльман, Тимоти
Тимоти Джастин Тилльман (англ. и нем. Timothy Justin Tillman; род. 4 января 1999, Нюрнберг, Бавария) — немецкий и американский футболист, полузащитник клуба «Лос-Анджелес» и сборной США.

## Клубная карьера
Тилльман — воспитанник клубов «Цирндорф», «Фойхт», «Гройтер Фюрт» и «Бавария». В 2017 году он дебютировал за второй состав мюнхенцев. Летом 2018 года для получения игровой практики Тилльман на правах аренды перешёл в «Нюрнберг». 10 марта 2019 года в матче против «Хоффенхайма» он дебютировал в Бундеслиге.
В начале 2020 года Тилльман вернулся в «Гройтер Фюрт», подписав контракт до лета 2022 года с опцией продления ещё на один год. 15 февраля в матче против «Арминии» он дебютировал во Второй Бундеслиге. В 2021 году Тилльман помог клубу выйти в элиту. 27 ноября в поединке против «Хоффенхайма» Тимоти забил свой первый гол за «Гройтер Фюрт».
10 февраля 2023 года Тилльман перешёл в клуб MLS «Лос-Анджелес», подписав контракт до конца сезона 2025 с опцией продления на сезон 2026. В американской лиге он дебютировал 4 марта в матче против «Портленд Тимберс», выйдя на замену во втором тайме. 12 марта в матче против «Нью-Инглэнд Революшн» он забил свой первый гол в MLS.

## Международная карьера
Тилльман выступал за младшие сборные Германии до 16—19 лет.
В мае 2023 года ФИФА одобрила заявку Тилльмана на однократную смену спортивного гражданства, чтобы представлять США на старшем международном уровне.
5 января 2024 года Тилльман получил свой первый вызов в сборную США, в ежегодный январский тренировочный лагерь. 20 января в товарищеском матче со сборной Словении, завершившем лагерь, он дебютировал за сборную США, выйдя в стартовом составе.

## Личная жизнь
Тилльман родился в Нюрнберге, Германия, в семье отца-афроамериканца, служившего в вооруженных силах США, и матери-немки. Однако воспитывала его мать-одиночка в Фюрте, городе на севере Баварии, Германия. У него двойное гражданство — Германии и США. Его младший брат, Малик Тилльман, также является футболистом.